# Anisotes formosissimus
Anisotes formosissimus är en akantusväxtart som först beskrevs av Johann Friedrich Klotzsch, och fick sitt nu gällande namn av Milne-redhead. Anisotes formosissimus ingår i släktet Anisotes och familjen akantusväxter. Inga underarter finns listade i Catalogue of Life.